# Victorin de Steenhault

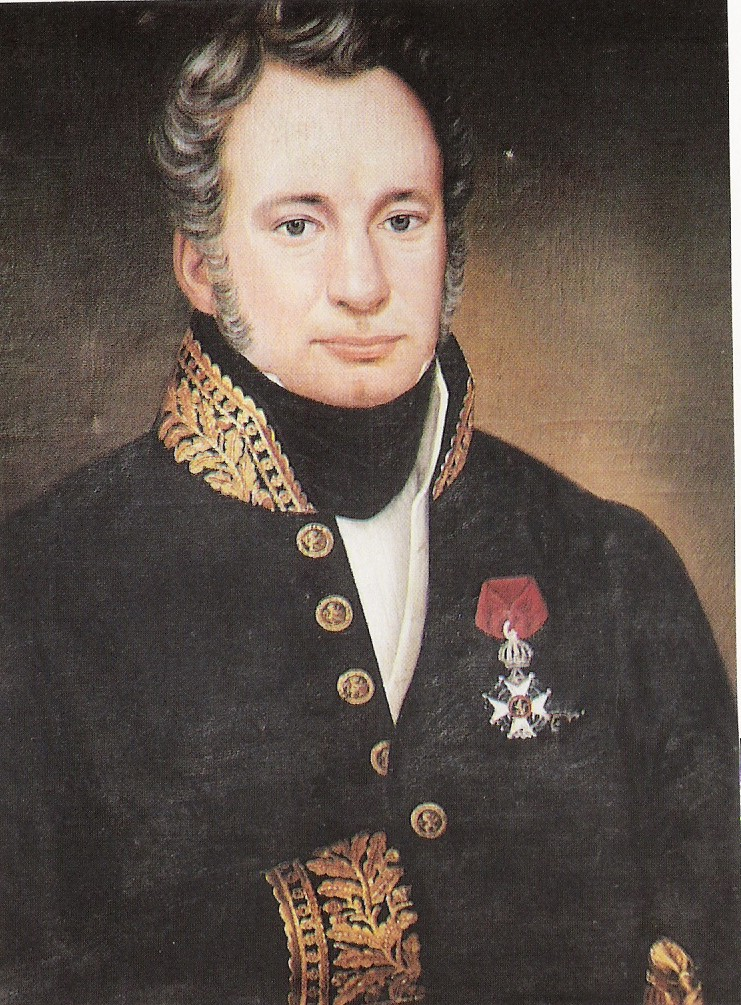
Victorin de Steenhault

Victorin Jean-François Augustin de Steenhault (Vollezele, 21 oktober 1791 - Aarlen, 24 april 1841) was een Belgisch provinciegouverneur.

## Biografie

### Familie
Victorin de Steenhault was een telg uit de familie De Steenhault. Hij was een zoon van Jean-Augustin de Steenhault, heer van Waarbeek, en een broer van Alexandre de Steenhault de Waerbeek, lid van de Provinciale Staten van Antwerpen en burgemeester van Mechelen.
Hij trouwde in 1815 in Brussel met de Zwitserse Marie Moser (1794-1863). Ze kregen twee dochters en waren de schoonouders van Léopold de Mathelin (1815-1880), provincieraadslid van Luxemburg, en Constant-Ernest d'Hoffschmidt, volksvertegenwoordiger, senator, minister en minister van Staat.

### Loopbaan
De Steenhault liep school aan de Academie van Brussel, die tijdens het Franse Keizerrijk een keizerlijke universiteit was.
Tijdens het Verenigd Koninkrijk der Nederlanden was hij referendaris bij de Raad van State, attaché bij het ministerie van Financiën en bestuurder van Registratie en Domeinen.
Na de Belgische Revolutie was hij directeur van Registratie en Domeinen in Gent. In 1836 werd hij de tweede gouverneur van de provincie Luxemburg.

## Eerbetoon
Na zijn overlijden kreeg Jean-Jacques de Langhe de opdracht om een portret van hem te schilderen voor het provinciehuis in Aarlen.
De marmeren buste die op zijn graf op de begraafplaats van Aarlen prijkt, is het werk van Guillaume Geefs.